# ¿Y tú, cuánto cuestas?
Y tú, ¿cuánto cuestas? es un documental de 2007 dirigido por Olallo Rubio sobre la cultura de consumo mexicana y estadounidense. Se estrenó en salas el 18 de mayo de 2007.

## Producción
La idea original de su producción consistía en realizar un documental de bajo presupuesto para su distribución en DVD únicamente. El resultado de la obra motivó a los productores a llevarla al cine. Se filmó en el verano de 2007 con un presupuesto de US$50 000.

## Argumento
El documental es un ensayo audiovisual sobre la cultura de consumo y el capitalismo neoliberal con elementos de sátira y entrevistas con personas comunes realizadas en las calles de Nueva York y Ciudad de México.

## Lanzamiento
La cinta se estrenó en Ciudad de México con 12 copias y fue vista por más de 60 000 asistentes. El DVD se lanzó a la venta el 16 de octubre e incluye entrevistas con Elena Poniatowska, Hermann Bellinghausen, Santiago Pando y Stephen Bezruchka. 